# イヴ・マウロ
イヴ・マウロ（Eve Mauro、1986年12月21日 - ）は、アメリカ合衆国の女優。

## 出演作品
- パラノーマル・インシデント
- エルフ物話　～ゴス・アズールの化身～
- ボルテックス　巨大生物総進撃
- オゾンビ（ダスティ）
- MOACA／も～アカンな男たち シーズン2
- CSI:ニューヨーク7
- ＢＯＮＥＳ　ボーンズ　-骨は語る- シーズン6
- デッドライン　THE LAST MISSION
- フィラデルフィアは今日も晴れ シーズン5
- 人体実験　ＥＸ-6
- お願い!プレイメイト
- CSI:マイアミ5
- マーシャル博士の恐竜ランド
- デクスター 警察官は殺人鬼
- アンダーカバー
- 秘密情報部トーチウッド
- ワーキングマン A Working Man (2025)